# Дэвис, Джонатан
Джонатан Хоусмон Дэвис (англ. Jonathan Howsmon Davis; род. 18 января 1971, Бейкерсфилд) — американский музыкант, автор песен и певец. Он наиболее известен как ведущий вокалист и фронтмен ню-метал группы Korn, которая считается пионером жанра ню-метал. Самобытная личность Дэвиса и музыка Korn повлияли на множество других музыкантов и исполнителей, которые также стали известными вскоре после них.
Дэвис стал соучредителем группы Korn, которая образовалась в Лос-Анджелесе в 1993 году после распада двух групп, Sexart и L.A.P.D.. Дэвис быстро приобрёл известность благодаря своим активным и мощным живым выступлениям с Korn. Опираясь на свою личные тексты песен и необычный теноровый вокал, Дэвис начал успешную карьеру, которая длилась почти три десятилетия, хотя его популярность снизилась в середине 2000-х годов. Вокал Дэвиса, который чередуется от гневного тембра к высокому голосу, переходя от звучания атмосферного к агрессивному, стал визитной карточкой Korn на протяжении всей карьеры группы.
С 2000 по 2001 год Дэвис и Ричард Гиббс записали и спродюсировали саундтрек-альбом Queen of the Damned, который является первой работой вне группы. Он начал свой сайд-проект под названием Jonathan Davis and the SFA в 2007 году и продолжал экспериментировать с музыкой. Он выпустил свой первый сольный альбом в 2018 году. На протяжении своей карьеры он сотрудничал с различными исполнителями, начиная от металла и заканчивая альтернативным роком, рэпом, этнической и электронной музыкой. Дэвис — музыкант-мультиинструменталист, играющий на гитаре, барабанах, волынке; фортепиано, контрабасе, скрипке и кларнете. Он также универсален во многих жанрах, смешивая треки и исполняя диджейские сеты со своим альтер эго JDevil. На протяжении десятилетий Дэвис увлекался изобразительным искусством, фильмами ужасов, комиксами и видеоиграми.
Четырнадцать его альбомов вошли в первую десятку чарта Billboard 200, включая MTV Unplugged и Greatest Hits, Vol. 1. В США он был награждён пятнадцатью платиновыми сертификатами альбомов от Американской ассоциацией звукозаписывающей компании (RIAA). В Австралии он получил восемь платиновых сертификатов на альбом Австралийской ассоциации звукозаписывающей компании (ARIA), а в Великобритании он получил шесть золотых сертификатов. За свою карьеру он получил две премии «Грэмми» из восьми номинаций. По состоянию на 2018 год Дэвис продал более 40 миллионов альбомов по всему миру.

## Ранняя жизнь
Джонатан Хоусмон Дэвис родился в Бейкерсфилде (Калифорния) 18 января 1971 года в семье Холли Мэри Чавес (урождённой Смит; 6 мая 1949 — 25 февраля 2018) и Рики Дуэйна «Рика» Дэвиса (родился 14 декабря 1948 года). Его родители поженились 27 февраля 1970 года. Он английского, немецкого, шотландского и валлийского происхождения. У него есть сестра Алисса Мэри Дэвис (родилась 8 февраля 1974 года), единоутробный брат Марк Чавес (бывший вокалист группы Adema; родился 15 ноября 1978 года) и единоутробная сестра Аманда Чавес (родилась 31 июля 1981 года) от его матери. Его отец был клавишником у Бака Оуэнса и Фрэнка Заппы, а мать профессиональной актрисой и танцовщицей. Его родители развелись, когда ему было три года, и он впоследствии был воспитан отцом и мачехой. В детстве Дэвис страдал тяжёлыми приступами астмы и ему пришлось оставаться в больнице каждый месяц с 3 до 10 лет, и пережил почти смертельный приступ астмы, когда ему было пять лет.
Он учился в Хайлендской средней школе, однако его постоянно дразнили за то, что он носил подводку для глаз, мешковатую одежду и слушал музыку новой волны. Его постоянно обзывали гомофобными именами, что позже вдохновило на песню Korn — «Faget». Татуировка Дэвиса «HIV» (рус. ВИЧ) на левом предплечье также была вдохновлена его опытом издевательств. В возрасте 16 лет Дэвис нашёл работу в качестве помощника коронера и после окончания средней школы сразу же поступил на годовую программу колледжа Сан-Франциско. Ему нравилось проводить время в Сан-Франциско, где он проводил дни, разглядывая учебник по бальзамированию, а ночи, живя и работая в похоронных бюро. Тем не менее, он бросил учёбу после двух семестров, чтобы стать подмастерьем в морге ближе к дому, в отделе коронера округа Керн, а также стать профессиональным бальзамировщиком в похоронном бюро.
Дэвис прокомментировал в интервью журналу Kerrang!:
У меня был посттравматический стресс от того, что я видел мёртвых младенцев и маленьких детей, которые умерли после того, как нашли тайник родителей с наркотиками — хрень, которую я не должен был видеть в 16 или 17 лет. Мне пришлось много лечиться, чтобы избавиться от кошмаров, но я прошёл через это, и это заставило меня ценить жизнь намного больше.
Дэвис также говорил о том, что у него были ужасные отношения со своей бывшей мачехой. Он сказал, что она издевалась над ним и мучила его; давала ему чай, смешанный с тайским горячим маслом и соком халапеньо, чтобы пить, когда он болел, запирала его в шкафах и подсовывала ему сигареты. Хотя позже она развелась с отцом Дэвиса, песня «Kill You», тем не менее, была написана о ней. В интервью The Guardian Дэвис сказал, что покинул дом, когда ему было 18 лет, потому что чувствовал себя «врагом общества номер один», поскольку его мачеха — цитируемая как «извращённая и садистская» — ненавидела его, а его собственный отец был слишком смущён ситуацией, чтобы что-либо предпринять.

## Карьера

### Ранняя карьера
Дэвис сформировал свою первую группу под названием Buck Naked, из которых только две песни были записаны на демо-кассеты и распространены среди его друзей в школе; в том числе песня новой волны «What I Have Done» и песня о любви «Come With Me». Но вскоре Дэвис подружился со студентом колледжа, Райаном Шаком, и согласился присоединиться к его группе под названием Sexart, которая была образована в 1991 году. Дэвис описал тот опыт: «Я понятия не имел, что делал, я не знал, что, чёрт возьми, делать со своим голосом». В начале 1993 года бывшие участники группы L.A.P.D., которые основали новую группу под названием Creep, заметили Дэвиса в одном клубе в Бейкерсфилде и были приятно удивлены его выступлением с Sexart. Впоследствии Дэвис, который уже был другом Реджинальда Арвизу, неохотно присоединился к группе Creep, хотя ему льстило упрямство музыкантов вербовать его в группу. Тем не менее, он принял решение прийти на прослушивание только после встречи с экстрасенсом, который сказал ему, что он просто обязан покинуть Бейкерсфилд, переехать в Лос-Анджелес и присоединиться к Creep. Дэвис покинул Sexart после репетиции с четырьмя участниками Creep, он прокомментировал: «Я был немного расстроен, потому что в то время я занимался Sexart, и это была моя группа. Но я хотел пойти и посмотреть, что всё это из себя представляет, и с первой же ноты меня зацепило». Соблазнённый перспективой музыкальной карьеры, Дэвис уволился с работы и переехал в Лос-Анджелес со своей девушкой, чтобы жить с Дэвидом Сильверией и Брайаном Уэлчем в одном доме в Хантингтон-Бич. Дэвис предложил идею назвать группу ’Corn’ — написание будет переименовано сразу на ’KoЯn’ — в связи с фильмом ужасов «Дети кукурузы» и сексуально откровенной историей от его друга-гея.

### Сольная карьера
Дэвис впервые начал работать над сольным альбомом в 2007 году, образовав группу Jonathan Davis and the SFA (Simply Fucking Amazings). Хотя он выпустил два концертных альбома с группой, студийные работы не были завершены, и группа распалась в 2014 году после смерти гитариста Шейна Гибсона.
В декабре 2017 года Дэвис начал объявлять даты сольных выступлений на фестивалях, а также выпуск своего сольного альбома, запланированного на 2018 год, который будет отмечен Дэвисом как просто Jonathan Davis. Он сказал об альбоме в интервью 2017 года Metal Hammer: «Это запись Jonathan Davis and SFA, но JD SFA больше нет. К сожалению, с тех пор, как ушёл Шейн Гибсон, эта группа распалась, и её нельзя воссоединить. Так что перед вами просто J.D.».
В январе 2018 года Дэвис выпустил свой первый сольный сингл «What It Is». 26 января 2018 года он выпустил на эту песню клип, в то время как сингл был включён в саундтрек к фильму «Американский дьявол». В то время Дэвис сказал, что он был «большим поклонником» научно-фантастических фильмов, таких как «Бегущий по лезвию» и «Дюна», и отметил, что является поклонником Вангелиса. 25 мая 2018 года он выпустил свой дебютный сольный альбом Black Labyrinth на лейбле Sumerian Records. Начало процесса написания Black Labyrinth, тематика которого сосредоточена на «религии, потребительстве и апатии», было положено ещё в 2007 году. Дэвис внёс свой вклад в основном в звучание альбома, играя на гитаре, клавишах и «всём остальном, на что способны его руки до записи».
1 октября 2020 года Дэвис выпустил альтернативную версию «What It Is».
Участники соло-проекта
1. Джонатан Дэвис — вокал
2. Крис Никс — гитара
3. Брайан Аллен — бас-гитара
4. Свен Мартин — клавишные
5. Рэй Лузье — барабаны
6. Эмилио «Зеф» Китай — скрипка, ритм-гитара, бэк-вокал

### JDevil

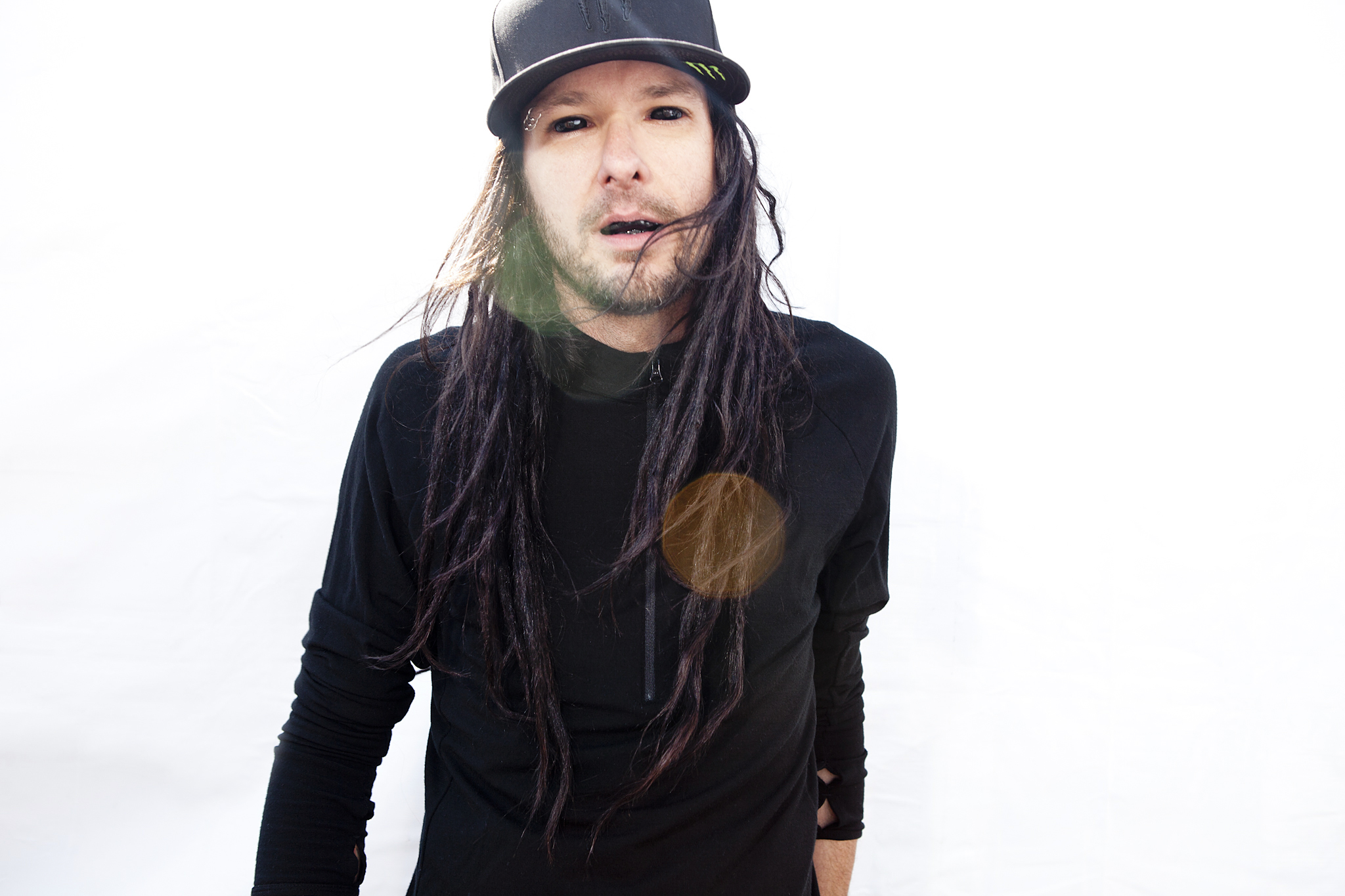
JDevil на I Love This City Festival в Сан-Диего в 2012 году

JDevil — это альтер эго Дэвиса. Он работал диджеем в 1987 году, когда он ещё учился в школе. В 16 лет, до того, как он присоединился к Korn, Дэвис начал работать диджеем в Pacific West Sound и был на школьных танцах и вечеринках по выходным в Бейкерсфилде. В то время его учителями были Си-Минус, Чок, Эрик и Видаль.
В 2009 году он снова начал работать диджеем, а в 2011 году представил миру своё альтер эго на выступлениях Infected Mushroom.
В 2012 году JDevil сотрудничал с Sluggo и калифорнийским продюсером Тайлером Блу, и во время гастролей он начал работать над EP и писать песни в гастрольном автобусе. В марте 2012 года JDevil сотрудничал с диджеем Datsik и Infected Mushroom над песней под названием «Evilution», трек появится на дебютном альбоме Datsik Vitamin D. JDevil также параллельно гастролировал с Korn в поддержку альбома The Path of Totality с ноября 2011 года по июль 2012 года в Северной Америке и Европе.
В июле 2012 года JDevil подписал контракт, чтобы он мог выступить на Identity Festival. Его выступление состоялось только на двух концертах: Comcast Center (амфитеатр) в Мэнсфилде (штат Массачусетс), и Jiffy Lube Live в Бристоу (штат Вирджиния).
Также 2012 году JDevil должен был выступить на разогреве у Роба Зомби и Мэрилина Мэнсона в их туре Twins of Evil в назначенные дни по Северной Америке, но был вынужден отказаться от тура из-за истощения. Дэвис заявил, что для него было очень важно развиваться в разных стилях после двух десятилетий работы в Korn, он сказал в интервью Rolling Stone: «Это поддерживает мою мотивацию. Это помогает мне быть творческим и не скучать с музыкой». В октябре 2012 года Дэвис выпустил свой EP со своей новой группой под названием Killbot, EDM коллективом, в состав которого входит также Ник «Sluggo» Саддарт и Тайлер Блю.

### Другие проекты

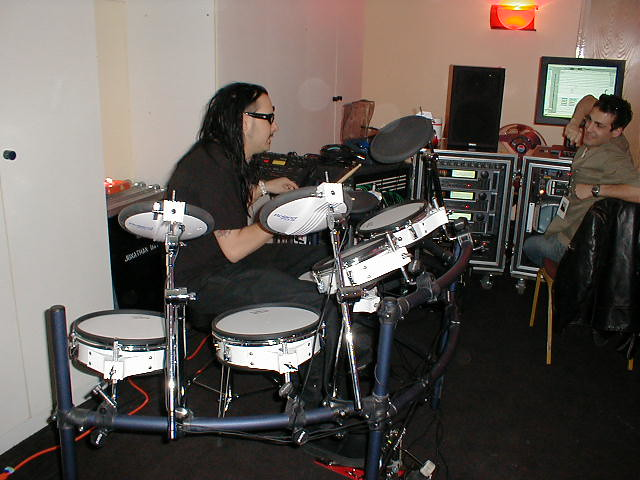
Дэвис и Тоби Райт за кулисами комплекса «Уэмбли Арена» (Лондон), 2000 год

В начале 2000-х, находясь в турне, Дэвис искал занятия по душе, чтобы удовлетворить свои творческие навыки, и сотрудничать с композитором Ричардом Гиббсом для написания саундтреков к фильмам. Вместе они спродюсировали и записали саундтрек-альбом Queen of the Damned к фильму «Королева проклятых». Помимо песен самого Дэвиса в саундтрек вошли песни других исполнителей, таких как Static-X, Disturbed, Papa Roach, Deftones и Tricky. Альбом был издан в 2002 году.
В 2000 году Дэвис создал файтинг-игру Pop Scars, в которой популярные музыкальные личности сражаются друг с другом один на один. Среди них — участники Limp Bizkit, Staind, Мэрилин Мэнсон и сами Korn. Каждая знаменитость имеет свою собственную индивидуальность и дизайн спортивных персонажей, набросанный художником комиксов Марти Эмондом, в то время как в игре есть ловушки, которые препятствуют противникам во время боя. Pop Scars так и не прошла ранних стадий проектирования, так как Дэвис сам завершил проект в конце 2004 года.
В 2007 году Дэвис записал оригинальные песни с Korn для видеоигры Haze.
В 2011 году Konami наняла Дэвиса и Korn для написания песни к видеоигре Silent Hill: Downpour, что привело к онлайн-петиции о прекращении соединения.

## Появления в камео и роли в кино
Дэвис и Korn озвучили себя в 3 сезоне мультсериала Южный парк в эпизоде «Отличная загадка группы Korn о пиратском призраке», в котором они представлены в качестве персонажей, вдохновлённых мультфильмом Скуби-Ду, за рулём «фургончика тайн» и пытаются разгадать тайну о пиратских призраках.
Дэвис также снимался в видеоклипах многих других групп, как с Korn, так и сольно. Он появился вместе с группой в клипах Limp Bizkit к песням «Break Stuff» и «Faith».
Дэвис снялся в фильме Королева проклятых в роли спекулянта билетами. Дэвис играет второстепенную роль Рики, торговца крэком, в фильме Лицензия на измену. Дэвиса и остальных участников Korn можно увидеть в эпизоде комедийно-драматического телесериала Детектив Монк 2005 года под названием «Мистер Монк застрял в пробке». Дэвис также играет роль продавца в фильме 2007 года Натюрморт.
В 2009 году Дэвис сотрудничал с Infected Mushroom, снявшись в клипе к их песне «Smashing the Opponent».
В 2012 году JDevil появился в музыкальном клипе Datsik и Infected Mushroom к песне «Evilution», надев чёрные контактные линзы и вставные зубы.
В августе 2017 года он озвучил суккулента в эпизоде мультсериала OK K.O.! Let's Be Heroes под названием «Знай свою маму». Персонаж был основан на Дэвисе и пародии на ню-метал в целом.
В 2018 году он также работал с EDM-группой Skynd в частности с их песней «Gary Heidnik», в видеоклипе к которой он также снялся.

## Артистизм

### Вокальные данные
Певческий голос Дэвиса — тенор с вокальным диапазоном в 4 октавы и 4 ноты (от А 1 до Е 6). Вокальный анализ веб-сайта The Range Place имеет склонность к понижению его более высокого вокального регистра (от A1 до F5). В 2014 году Дэвис включён в список «вокалистов с самым большим диапазоном» по версии VVN Music.

По данным вокального диапазона, куратором которого является The Range Place:
Его странные и эзотерические стили вокала, безусловно, являются одной из главных отличительных черт группы, начиная от грубого искажённого звука до странного диссонирующего скат-пения, а также менее используемого мягкого головокружительного звука. Ранее он использовал свой более искажённый тон почти исключительно для высоких частот, однако позже, примерно во время [альбома] See You on the Other Side, он начал демонстрировать способность использовать более чистого [вокала], что может взять и на нижнюю пятую октаву. Его низкий диапазон довольно мелодичен, по крайней мере, до F2/E2, при этом более низкие ноты больше соответствуют так называемому стилю «attitude fry», часто используемому для более жуткого или более пугающего эффекта. Голос Дэвиса, безусловно, является фактором в том, что большинство считает, чтобы сделать или сломать музыку Korn для них, однако он, безусловно, является уникальным продуктом 90-х и современной рок-сцены.
Описывая выступление в Портленде, Роберт Хэм из Billboard заявил, что «недостаточно можно сказать о многогранности голоса Дэвиса, поскольку он исследовал все различные тембры, имеющиеся в его распоряжении в течение одной ночи. Он рычал, пел и выл с одинаковой силой». Автор The Rough Guide to Rock Эсси Берелиан описала певческий голос Дэвиса: его «необычный стиль варьируется между пением, полу-рэпом и задыхающимся визгом». Дэвис известен своим гортанным скэт-пением; автор Кристофер Кроватин писал, что «ни один аспект вокала Джонатана не получил более широкого признания, чем его лепетание бессмысленных слов, напоминающих вокал скэта, используемый классическими джазовыми музыкантами, такими как Дюк Эллингтон, Элла Фицджеральд и Бенджамин „Скатман“ Крозерс».

### Влияния
Дэвис сказал, что его самым первым музыкальным вдохновением в детстве был мюзикл Эндрю Ллойда Уэббера «Иисус Христос — суперзвезда», поскольку его мать была одной из танцовщиц в фильме. Его интерес к музыке усилился, когда он открыл для себя мир синти-попа, послушав пластинки группы Duran Duran и музыка Саймона Ле Бона. Он также слушал такие группы, как Arcadia, Sigue Sigue Sputnik; Bauhaus, Depeche Mode, Thompson Twins; Missing Persons и A Flock of Seagulls. Слушав свой любимый музыкальный жанр, Дэвис позже признался: «Я был Новым романтиком! Меня даже отвели к студенту-гею только потому, что я накрасился». Он купил альбом Motley Crue Shout at the Devil, когда учился в седьмом классе, а затем нашёл Ministry, Skinny Puppy и «старые готические вещи», такие как Christian Death. Дэвис впервые был впечатлён металлом после прослушивания альбома группы Pantera Vulgar Display of Power, и он заявил, что это была «металлическая пластинка, которая заставила меня захотеть заниматься тяжёлой музыкой». В подростковом возрасте Дэвис регулярно играл на волынке. Многие рецензенты указывают на явное сходство между вокалом Дэвиса и несколькими техниками, используемыми Майком Паттоном, и первый признал Faith No More и Mr. Bungle в качестве повлиявших на него групп.

### Волынки
Дэвис был одним из участников трубного оркестра волынщиков в юности и впоследствии само звучание волынки стало прообразом фирменного звучания Korn. Его прабабушка была родом из Шотландии и всё время играла на трубе, и, соответственно, он хотел научиться играть на ней. Дэвис также был вдохновлён на игру на волынке фильмом 1982 года Звёздный путь 2: Гнев Хана, где Монтгомери Скотт играл «О, благодать» на большой волынке Highland на похоронах Мистера Спока, и этот меланхоличный звук загадочно пленил его. В интервью Loudwire Дэвис описал этот момент во время просмотра фильма: «Все плачут, а я такой… Я должен играть на волынке».

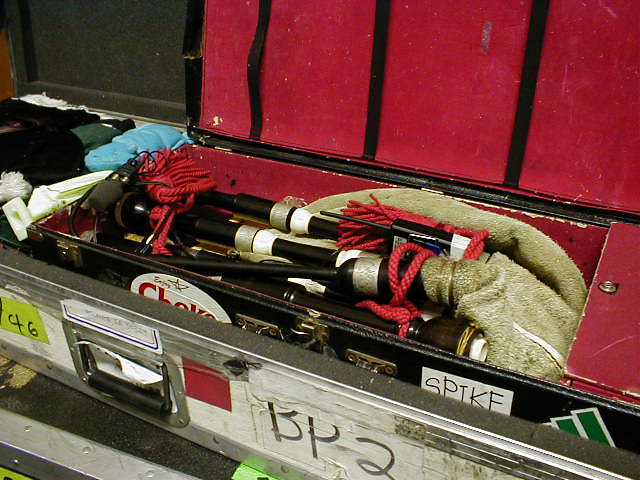
Волынка Дэвиса за кулисами во время тура в поддержку альбома Issues, в Hammersmith Apollo, Англия, 2000 год

Энтузиазм Дэвиса побудил его бабушку подарить ему свой первый набор волынок, а затем он начал с того, что присоединился к группе волынщиков в школе и брал уроки у шотландского дирижёра группы. Вскоре после этого он пошёл к квалифицированному учителю и стал учиться у него. После этого Дэвис начал выступать по всей территории Соединённых Штатов на концертах.
Когда группа была готова записать свой первый альбом, они поняли, что чего-то не хватает во время записи песни «Shoots and Ladders». То, что начиналось как «прикол», оказалось не чем иным, как нетипичным элементом в песне, и в конечном итоге стало первой песней Korn, в которой была представлена волынка.
Келси Чапстик из Revolver прокомментировала песню Korn,
Вступление песни Shoots and Ladders, в которой прозвучала волынка, было запечатлено с Дэвисом, играющим за пределами студии, уходящим от микрофона […] В то время как слышно волынку, которая открывает песню, может показаться, что она была записана на вершине горы, Дэвис на самом деле играл ею, проходя мимо задней двери студии, в то время как микрофон оставался нетронутым, создавая впечатление отдалённого музыканта, который появился из ниоткуда.
Дэвис не хочет использовать духовой инструмент в качестве основного реквизита группы и избегает постоянно включать его в свои песни, он пояснил: «Это всё зависит от песни, если я чувствую, что есть место, где я мог бы его использовать». Репертуар Korn, содержащий волынку Дэвиса, включает в себя «Shoots and Ladders» и «Lowrider» (кавер группы War) из второго альбома — Life Is Peachy. Волынка также звучит в песнях «My Gift to You», «Dead», «Let’s Do This Now», «10 or a 2-Way», «Open Up», «Liar», «Seen It All», «I Wil Protect You», «Lead the Parade», «Spike In My Veins», «Bleeding Out» и «The End Begins». 15 ноября 1999 года группа трубачей и волынщиков, в составе которой бывшие сотрудники департамента полиции Нью-Йорка, на концерте в театре «Аполло» открыла шоу «Dead». 23 июля 1999 года Дэвис исполнил свою программу на волынке перед более чем 250 000 человек во время концерта Korn на фестивале Вудсток в Нью-Йорке в выходные дни в разгар хаоса среди слушателей.

## Оборудование

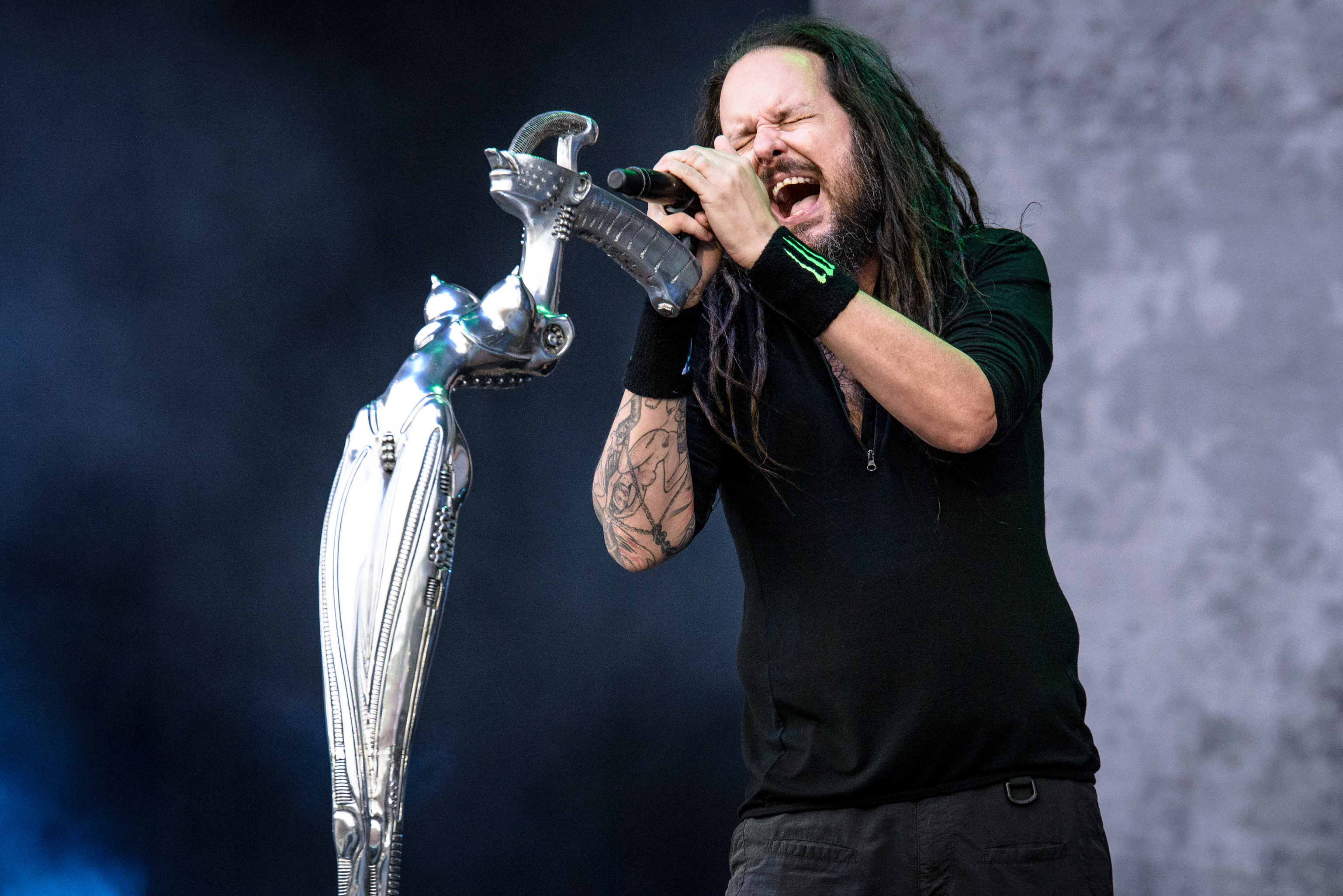
Дэвис и его микрофонная стойка «The Bitch», Германия, 2016 год

За несколько месяцев до выхода Untouchables, в марте 2002 года, во время турне по Южной Америке, Дэвис представил произведение искусства с микрофонной подставкой под названием «The Bitch» (рус. Сучка), которое было создано и концептуализировано швейцарским художником Хансом Руди Гигером. Дэвис был поклонником работы Гигера, и первоначальная идея специальной подставки для микрофона была предложена ему его личным ассистентом Джонатаном Павези. Затем Дэвис связался с Гигером и был рад, когда швейцарский художник принял заказ на разработку дизайна подставки для микрофона. Он попросил Гигера сделать подставку для микрофона более «биомеханической и очень эротичной», что дало ему полную свободу в дизайне. В 2000 году во время тура по Европе Дэвис посетил музей Х. Р. Гигера в Швейцарии. Чем больше они обсуждали его рисунки, тем больше проходило времени, и фигура становилась всё тоньше и тоньше. Х. Р. Гигер и его помощник Рони отправили по электронной почте фотографии прогресса в Соединённые Штаты, во время этого процесса Дэвис одобрил и попросил его внести некоторые незначительные изменения, чтобы ему было легче использовать стойку для своих живых выступлений. Гигер сказал, что единственная забота Дэвиса заключалась в том, чтобы она был «полностью функциональной и максимально подвижной». Только пять биомеханических микрофонных подставок в форме женщины были изготовлены на литейном заводе в Цюрихе из пресс-форм, которые затем были уничтожены, что добавило им исторической привлекательности и ценности. Дэвис получил три биомеханических микрофонных стоек, Гигер сохранил две других для постоянной экспозиции в музее Х. Р. Гигера и ещё один для своих выставок в галерее.
Дэвис сказал о Гигере:
Он вылепил её из глины, он вылепил всё это вручную, и как только я увидел её, я просто влюбился. Это был такой удивительный опыт. […] Его влияние чувствуется в музыке. Музыка Korn очень тёмная, и его искусство было тёмным, эти два элемента так хорошо дополняют друг друга. Вы не можете не вдохновляться кем-то настолько творческим и с таким тёмным воображением. Я не знаю, что ещё сказать, парень, он был просто гением.
Дэвис использует микрофоны Shure с середины 1990-х годов и до сих пор для живых выступлений. В последние годы он использовал беспроводные модели KSM9 и KSM8. Дэвис использует различные микрофоны в студии, включая Telefunken U47 и ELA M 251.

## Личная жизнь

### Семья
Детство Дэвиса оказало большое влияние на тексты песен Korn — песня «Daddy» породила слух, что к нему приставал его отец, Рик Дэвис. Тем не менее, Джонатан говорил во многих интервью, что он написал песню о подруге семьи, которая сексуально надругалась над ним. Он сказал, что когда в детстве попытался обратиться к своей семье, чтобы рассказать о жестоком обращении, но они не придали этому особого значения. Дэвис был женат дважды. Его первый брак был с его школьной подругой Рене Перес. Они поженились в 1998 году, в 1995 году у них родился сын по имени Натан, а в 2000 году они развелись. Джонатан женился на Девен Дэвис в 2004 году. У супругов двое сыновей, Пайрэт и Зеппелин. Он подал на развод в октябре 2016 года, сославшись на непримиримые разногласия. В 2018 году был издан запретительный судебный приказ о домашнем насилии, блокирующий любую опеку над детьми или посещение Девен, про которую Джонатан утверждал, что она увлекалась наркотиками. Девен Дэвис умерла 17 августа 2018 года в возрасте 39 лет от комбинированной наркотической интоксикации героином и различными лекарственными препаратами.

### Злоупотребление алкоголем и наркотиками
У Дэвиса было чрезмерное пристрастие к метамфетамину и алкоголю во время записи альбомов Korn и Life Is Peachy. Впоследствии, во время записи Follow the Leader, Дэвис находился под воздействием метамфетамина, кокаина и сильно был зависим от алкоголя, в частности, от Jack Daniel's. В интервью The Ringer Дэвис описал создание альбома как «подпитываемое кокаином, скоростью и просто постоянными галлонами Jack Daniel’s». Дэвис перестал принимать метамфетамин и злоупотреблять алкоголем, когда ему было 28 лет, с 22 августа 1998 года во время первого осеннего тура Family Values Tour. Но трезвость усилила его тревогу и депрессию, которые сопровождали его
в употреблении психоактивных веществ, усугублённые смертью его деда в то время. В этот период, с конца 90-х до начала 2000-х годов, Дэвис был поставлен на мониторинг suicide watch. В 2010 году он признался, что скучает по своим прошлым порокам, Дэвис сказал: «Я знаю, что если бы я это сделал (принимал наркотики), я был бы мёртв, и я хочу быть со своими детьми. Это средство устрашения». В 2013 году Дэвис лечился от зависимости от ксанакса, хотя он курил марихуану до 2015 года. В 2018 году Дэвис заявил в Forbes, что он продолжает бороться с тревожным расстройством, депрессией и бессонницей, но заменил наркотики и алкоголь такими лекарствами, как Флуоксетин, Триазолам, Дифенгидрамин, Доксиламин и Мелатонин.

### Коллекционирование предметов серийных убийц
В начале 2000-х Дэвис начал коллекционировать произведения искусства серийных убийц и памятные вещи, публично демонстрируя отобранные предметы во время тура Ozzfest, который был проведён в 2003 году. Некоторые предметы, принадлежащие Дэвису, включают автомобиль Volkswagen, на котором серийный убийца Тед Банди ездил во время совершения убийств, клоунские костюмы «Пого» и «Патчи», которые носил серийный убийца Джон Уэйн Гейси, письмо с признанием 1928 года от каннибала Альберта Фиша и оригинальные рисунки серийного убийцы Ричарда Рамиреса, также известного как «Ночной сталкер».
В июне 2001 года Дэвис обратился к коллекционеру криминальных артефактов Артуру Розенблатту. Розенблатт рассказал ему о своём плане открыть музей артефактов, связанных с системой правосудия, который Розенблатт предложил назвать Museum of Justice & Odditorium или MOJO Museum. В свою очередь, Дэвис предложил ему вложить значительную сумму денег с другим инвестором. В марте 2003 года Дэвис предложил финансировать музей через производство фильмов или телепрограмм. Впоследствии Дэвис прервал переговоры, что привело к подачи Розенблатта на него в суд; Розенблатт обвинил Дэвиса в том, что в 2002 году он говорил в СМИ о своём музейном проекте с художником Джо Коулманом, назвав его American Curiosities Museum, когда он должен был использовать имена, предусмотренные в контракте. В иске Розенблатт утверждал, что Дэвис и другие партнёры несколько раз угрожали его жизни. Тем не менее, в декабре 2005 года Дэвис продал свои памятные вещи серийного убийцы, заявив о своём желании отойти от этого контекста, он сказал: «Я не хочу, чтобы это было рядом с моими детьми». В 2006 году судебный процесс был успешно разрешён Эдом Макферсоном, адвокатом Дэвиса. Позже Дэвис полностью избавился от памятных вещей и предметов известных преступников.

### Коллекционирование произведений искусства
В доме Дэвиса находится коллекция произведений искусства, которую он собирал на протяжении гастролей. У него есть значительная и разнообразная коллекция произведений мрачного искусства, таких как гитара Ibanez ограниченного выпуска, разработанная Гигером, которая выглядит так же, как и его подставка для микрофона, человеческая тсантса из Южной Америки и человеческий зародыш под названием «Luther». Его коллекция включает в себя также и религиозные произведения искусства со всего мира, такие как буддийское искусство и искусство распятия Христа — «Я бы не сказал, что мне нравится религия, мне нравится искусство», — подтверждает Дэвис. Он также проявил интерес к коллекционированию искусства таксидермии. В 2015 году во время интервью с Гэвином Ллойдом Metal Hammer он сказал: «Таксидермию, которая у меня на стенах, я получил, когда мы гастролировали ещё в Южной Африке».

### Политические взгляды
В 2006 году Дэвис объяснил свои политические взгляды, сказав: «Я занимаюсь политикой до такой степени, что это влияет на человеческую жизнь, от глобального потепления до проблем с абортами и моих прав на оружие», но не проявил интереса к таким проблемам, как налогообложение, сказав: «Мне на самом деле всё равно. Очевидно, что даже выход на улицу и голосование на самом деле не считаются, всё зависит от голосов». Дэвис выразил поддержку однополым бракам и трансгендерным людям.
Дэвис выразил поддержку кандидатам от либертарианской республиканской партии Рону Полу и Рэнду Полу. Дэвис однажды описал Барака Обаму как «марионетку иллюминатов» и сказал Billboard, что Обама «в основном втянул эту страну в худшее, что когда-либо было». В 2014 году Дэвис заявил, что Соединённые Штаты становятся «полицейским государством».

## Военные посещения
В 2012 году Дэвис начал посещать Вооружённые силы США, дислоцированные в Европе. 16 марта 2012 года Дэвис совершил свой первый визит на авиабазу Рамштайн, Германия, где он встретился с персоналом 86-го авиационного крыла и регионального медицинского центра Ландштуля. Персонал по обезвреживанию взрывоопасных боеприпасов показал ему, как управлять роботом по обезвреживанию бомб и как обезопасить самодельное взрывное устройство в защитном комбинезоне. Пожарные показали, как использовать водяной лафетный ствол в новом пожарном устройстве Striker ARFF. Персонал по предупреждению и ликвидации чрезвычайных ситуаций продемонстрировал различные химические, биологические, радиологические и ядерные средства обнаружения и защиты (CBRN). Он также встретился и поприветствовал военнослужащих и их семьи, раздав автографы в Военном торговом центре AAFES (Военный общественный центр Кайзерслаутерна). Он посетил раненых воинов со всего мира в Региональном медицинском центре Ландштуля и Центре раненых воинов (USO).
11 августа 2012 года Дэвис совершил ещё одну поездку на авиабазу Рамштайн в Германии, чтобы встретиться с персоналом, приписанным к 86-му крылу воздушных перевозок, 37-й эскадрилье воздушных перевозок, и Региональному медицинскому центру Ландштуля. Во время этого визита он смог осмотреть самолёт Lockheed Martin C-130J Super Hercules, а персонал по обезвреживанию взрывоопасных боеприпасов продемонстрировал взрывчатку «Голливудский выстрел». Он снова посетил раненых воинов в Региональном медицинском центре Ландштуля и Центре раненых воинов (USO). Документальный фильм с участием Дэвиса «Раненые воины» был представлен на 1-м ежегодном кинофестивале GI в Голливуде и получил приз зрительских симпатий 10 ноября 2012 года. В результате этих поездок, когда Барак Обама наградил капитана Флорана Гроберга Медалью Почёта, он упомянул, как Дэвис посетил Гроберга в Германии, и пошутил: «Я не солист из Korn». Хотя Дэвис был ярым критиком Обамы, он удивился, когда его упомянули потому, что это был комплимент: «Президент Соединённых Штатов дал мне реквизит за то, что я был там на церемонии вручения Медали Почёта. Гроберг прошёл через ад».

## Дискография

### Альбомы
Korn
Killbot
- - Sound Surgery (2012)

Сольный проект
- - Black Labyrinth[англ.] (2018)

### Синглы

#### Как ведущий артист
| Название                                                                           | Год  | Позиции в чартах | Позиции в чартах | Позиции в чартах | Позиции в чартах | Альбом                |
| Название                                                                           | Год  | US Dance         | US Main. Rock    | US Rock          | US Air. Rock     | Альбом                |
| ---------------------------------------------------------------------------------- | ---- | ---------------- | ---------------- | ---------------- | ---------------- | --------------------- |
| «Careless»                                                                         | 2007 | —                | —                | —                | —                | внеальбомные синглы   |
| «Got Money» (совместно с Джимом Рутом)                                             | 2008 | 41               | —                | —                | —                | внеальбомные синглы   |
| «Silent Hill»                                                                      | 2012 | —                | —                | —                | —                | Silent Hill: Downpour |
| "What It Is                                                                        | 2018 | —                | 5                | 47               | 21               | Black Labyrinth       |
| «Everyone»                                                                         | 2018 | —                | —                | —                | —                | Black Labyrinth       |
| «Basic Needs»                                                                      | 2018 | —                | 19               | —                | —                | Black Labyrinth       |
| «—» означает, что альбом либо не попал в чарты, либо не был издан в данной стране. |      |                  |                  |                  |                  |                       |

#### Как приглашённый артист
| «Year 2000» (Xzibit совместно с Джонатаном Дэвисом)                                | 2000 | —  | 76 | 28 | Black and White                  |
| «Smashing the Opponent» (Infected Mushroom совместно с Джонатаном Дэвисом)         | 2009 | —  | —  | —  | Legend of the Black Shawarma     |
| «The Enabler» (Чак Мосли совместно с Джонатаном Дэвисом и John 5)                  | 2009 | —  | —  | —  | Will Rap Over Hard Rock for Food |
| «Evilution» (Datsik и Infected Mushroom совместно с Джонатаном Дэвисом)            | 2012 | —  | —  | —  | Vitamin D                        |
| «Wake Up!» (Islander совместно с Джонатаном Дэвисом)                               | 2017 | —  | —  | —  | внеальбомный сингл               |
| «Necessary Evil» (Motionless in White совместно с Джонатаном Дэвисом)              | 2017 | 29 | —  | —  | Graveyard Shift                  |
| «Gary Heidnik» (SKYND совместно с Джонатаном Дэвисом)                              | 2018 | —  | —  | —  | Chapter 1                        |
| «—» означает, что альбом либо не попал в чарты, либо не был издан в данной стране. |      |    |    |    |                                  |

#### Промосинглы
| Название                                                      | Год  | Альбом  |
| ------------------------------------------------------------- | ---- | ------- |
| «Justice» (Remix) (Rev Theory совместно с Джонатаном Дэвисом) | 2011 | Justice |

### Прочие появления

#### Гостевые появления
| Название                                                                            | Год  | Альбом                 |
| ----------------------------------------------------------------------------------- | ---- | ---------------------- |
| «This Town» (Human Waste Project совместно с Джонатаном Дэвисом)                    | 1994 | E-lux First Demo       |
| «Lookaway» (Sepultura совместно с Джонатаном Дэвисом, Майком Паттоном и DJ Lethal)  | 1996 | Roots                  |
| «Sleepy Hollow» (Deadsy совместно с Джонатаном Дэвисом)                             | 1996 | Deadsy                 |
| «Revival» (Orgy совместно с Джонатаном Дэвисом)                                     | 1998 | Candyass               |
| «Ty Jonathan Down» (Videodrone совместно с Джонатаном Дэвисом)                      | 1999 | Videodrone             |
| «Nobody Like You» (Limp Bizkit совместно со Скоттом Уайландом и Джонатаном Дэвисом) | 1999 | Significant Other      |
| «End of Time» (Q-Tip совместно с Джонатаном Дэвисом)                                | 1999 | Amplified              |
| «Take It Back» (Snot совместно с Джонатаном Дэвисом)                                | 2000 | Strait Up              |
| «Just for Now» (Fieldy's Dreams совместно с Джонатаном Дэвисом)                     | 2002 | Rock’n Roll Gangster   |
| «1stp Klosr» (Linkin Park совместно с Джонатаном Дэвисом и The Humble Brothers)     | 2002 | Reanimation            |
| «Love on the Rocks»                                                                 | 2003 | Wonderland             |
| «Cut Throat» (Marz совместно с Джонатаном Дэвисом)                                  | 2004 | Gorilla Pimpin’        |
| «Jerry Bruckheimer» (The Changing совместно с Джонатаном Дэвисом)                   | 2009 | For Obvious Reasons    |
| «Witness the Addiction» (Suicide Silence совместно с Джонатаном Дэвисом)            | 2011 | The Black Crown        |
| «Silent So Long» (Emigrate совместно с Джонатаном Дэвисом)                          | 2014 | Silent So Long         |
| «It’s Time to Get Weird» (Sunflower Dead совместно с Джонатаном Дэвисом)            | 2015 | It’s Time to Get Weird |
| «Starting to Turn» (Tech N9ne совместно с Джонатаном Дэвисом)                       | 2016 | The Storm              |
| «Whatever Goes Up» (Bone Thugs-n-Harmony совместно с Джонатаном Дэвисом)            | 2017 | New Waves              |

#### Работа над ремиксами
| Название                                                   | Год  | Другие исполнители  | Альбом                          |
| ---------------------------------------------------------- | ---- | ------------------- | ------------------------------- |
| «Hear Me Now» (Jonathan Davis Remix)                       | 2011 | Hollywood Undead    | American Tragedy Redux          |
| «Thunder Kiss '65» (JDevil Number of the Beast Remix)      | 2012 | Rob Zombie          | Mondo Sex Head                  |
| «The Kids Will Have Their Say» (JDevil Catholic Nun Remix) | 2012 | Стив Аоки, Sick Boy | The Kids Will Have Their Say EP |
| «Bug Party» (JDevil Catholic Nun Remix)                    | 2012 | Huoratron           | внеальбомная песня              |

### Комментарии
1. ↑  The Range Place has been mentioned in USA Today, The Telegraph and Time.[102]
2. ↑  После выхода альбома Korn, дебютной одноимённой работы, а также записанной с волынкой, певец будет иметь два приписывания после его имени в музыкальных журналах:  Jonathan Davis — Vocals & Bagpipes, а также: Jonathan Davis — Vocalist/Bagpiper[121][120].
3. ↑  Счёт за спиртное за три месяца записи Follow the Leader превысил 60 000 долларов в количестве пива и в 2000 бутылок Jack Daniel's[153].